# Filippo Bencivenne
Filippo Bencivenne (seconda metà del XIII secolo – 1330) è stato un vescovo cattolico italiano.

## Biografia
Filippo, figlio di Bencivenne, fu frate dell'Ordine dei frati predicatori. Venne nominato vescovo di Grosseto da papa Giovanni XXII «die VII Idus novembris 1328». Resse la diocesi grossetana fino alla morte avvenuta nel 1330; gli succedette sulla cattedra vescovile Angelo da Porta Sole.